# Крушинка (притока Бобра)
Крушинка — річка  в Україні, у Сарненському й Березнівському  районах Рівненської області. Права притока Бобра (басейн Дніпра).

## Опис
Довжина річки приблизно 4,5 км.

## Розташування
Витікає з Чабельського болота на південному заході від Чабеля. Тече переважно на південний захід і впадає у річку Бобра, праву притоку Случі.